# Roșiile
Roşiile é uma comuna romena localizada no distrito de Vâlcea, na região de Oltênia. A comuna possui uma área de 68.88 km² e sua população era de 2823 habitantes segundo o censo de 2007.